# Maverick (film)
Pour les articles homonymes, voir Maverick.
Pour plus de détails, voir Fiche technique et Distribution.
Maverick est un film américain réalisé par Richard Donner et sorti en 1994.
Il s'agit de l'adaptation cinématographique de la série télévisée de même nom créée par Roy Huggins et diffusée à partir de 1957. Mel Gibson y reprend le rôle de Bret Maverick, incarné trente-sept ans plus tôt par James Garner.
Le film reçoit globalement de bonnes critiques et rencontre un succès au box-office.

## Synopsis
Bret Maverick (Mel Gibson) est joueur de poker professionnel. Son talent lui attire plus d'ennemis que d'amis. En route pour le tournoi de poker du siècle, il rencontre Annabelle Bransford (Jodie Foster), une ravissante joueuse dénuée de tout scrupule, et Zane Cooper (James Garner), un sinistre marshal peu enclin au jeu. Le voyage s'annonce semé d'embûches jusqu'à la partie de poker la plus dangereuse que Maverick ait jamais eu à livrer.

## Fiche technique
- Titre original et français : Maverick
- Réalisation : Richard Donner
- Scénario : William Goldman, d'après la série télévisée Maverick créée par Roy Huggins
- Musique : Randy Newman
- Photographie : Vilmos Zsigmond
- Montage : Stuart Baird
- Décors : J. Michael Riva
- Production : Bruce Davey et Richard Donner
- Société de production : Icon Productions
- Société de distribution : Warner Bros.
- Budget : 75 millions de dollars
- Pays d'origine :  États-Unis
- Langue originale : anglais et quelques phrases en français[1]
- Format : Technicolor - format large anamorphosé
- Genre : comédie, western
- Durée : 127 minutes
- Dates de sortie : 
  - États-Unis : 20 mai 1994
  - France : 3 août 1994

## Distribution

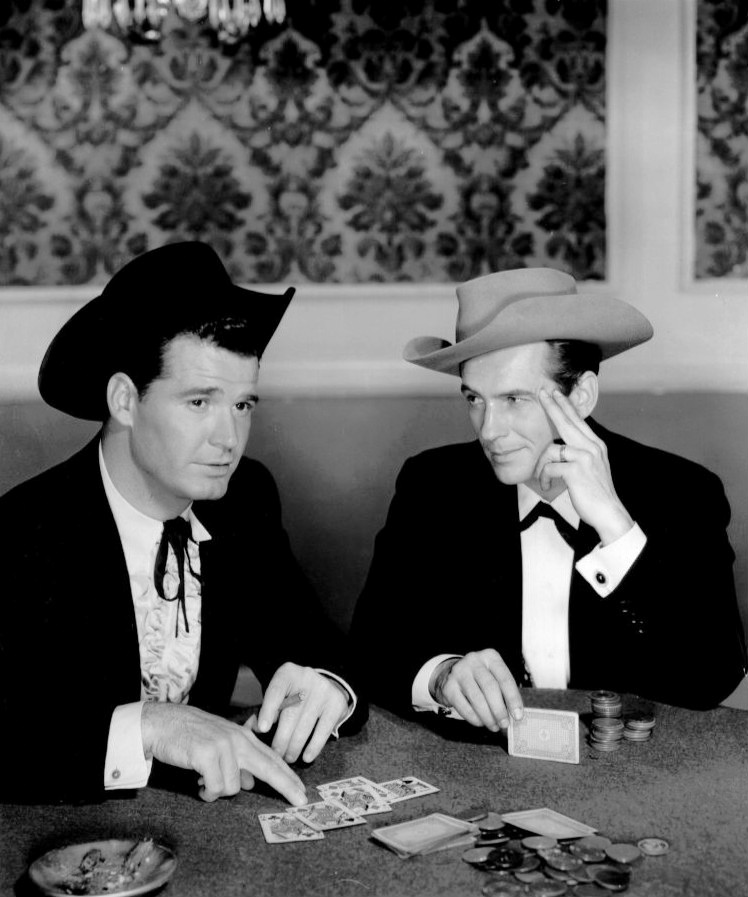
James Garner (à gauche) ici dans le rôle de Bret Maverick dans la série ayant inspiré le film (photo de 1957). Dans le film, ce rôle a été repris par Mel Gibson et Garner interprète celui du marshal Zane Cooper.

- Mel Gibson (VF : Jacques Frantz ; VQ : Hubert Gagnon) : Bret Maverick Jr.
- Jodie Foster (VF : elle-même ; VQ : Marie-Andrée Corneille) : « madame » Annabelle Bransford
- James Garner (VF : Georges Berthomieu ; VQ : Jean Fontaine) : le marshal Zane Cooper
- Graham Greene (VF : Marc Alfos ; VQ : Yvon Thiboutot) : Joseph, le chef amérindien
- Alfred Molina (VF : Mostefa Stiti ; VQ : Luis de Cespedes) : Angel
- James Coburn (VF : Jean Fontaine ; VQ : Alain Clavier) : le commodore Duvall
- Dub Taylor : réceptionniste
- Geoffrey Lewis (VQ : Alain Clavier) : Matthew Wicker / Eugene
- Paul L. Smith (VF : Michel Vocoret ; VQ : Vincent Davy) : l'archiduc russe
- Dan Hedaya : Twitchy
- Denver Pyle : le vieux joueur
- Art LaFleur : un joueur de poker
- Max Perlich (VF : Emmanuel Curtil ; VQ : Gilbert Lachance) : John « Johnny » Wesley Hardin
- Danny Glover (VF : Richard Darbois ; VQ : Victor Désy) : le chef des voleurs de banque
- Corey Feldman : l'un des voleurs de banque
- Jean De Baer (VQ : Claudine Chatel) : Mary Margret
- Margot Kidder : Margret Mary
- William Smith : joueur de poker du Lauren Belle
- Chuck Hart : joueur de poker du Lauren Belle
- Doug McClure : joueur de poker du Lauren Belle
- Henry Darrow : joueur de poker du Lauren Belle
- Michael Paul Chan : joueur de poker du Lauren Belle
- Waylon Jennings : un joueur
- Clint Black : un tricheur
- Reba McEntire : une femme à la partie de poker
- Vilmos Zsigmond : le peintre Albert Bierstadt
- Lauren Shuler Donner : Mme D., la tenancière des bains
- Will Hutchins : un spectateur (non crédité)

## Production

### Attribution des rôles
Meg Ryan était initialement envisagée pour incarner Annabelle. Le rôle revient finalement à Jodie Foster
De nombreux artistes de musique country apparaissent brièvement dans le film : Carlene Carter, Hal Ketchum, Clint Black, Waylon Jennings et Kathy Mattea. Autre apparition, Leo Gordon incarne ici un joueur de poker. Il avait écrit plusieurs épisodes de la série télévisée originale. Corey Feldman, qui avait tourné sous la direction de Richard Donner dans Les Goonies (1985), fait également une apparition ici.
Alice Cooper et Linda Hunt ont tourné dans le film mais leurs scènes ont été coupées au montage.

### Tournage
Le tournage a lieu d'août à décembre 1993. Il se déroule dans plusieurs États américains :
- Oregon (gorge du Columbia) ;
- Arizona (lac Powell, Marble Canyon, Page, Lee's Ferry, parc national du Grand Canyon, Mescal, Glen Canyon) ;
- Utah (Glen Canyon) ;
- Washington (parc d'État de Beacon Rock) ;
- Californie (parc national de Yosemite, notamment Washburn Point, Lone Pine, lac asséché El Mirage Lake (en), Warner Bros. Studios).

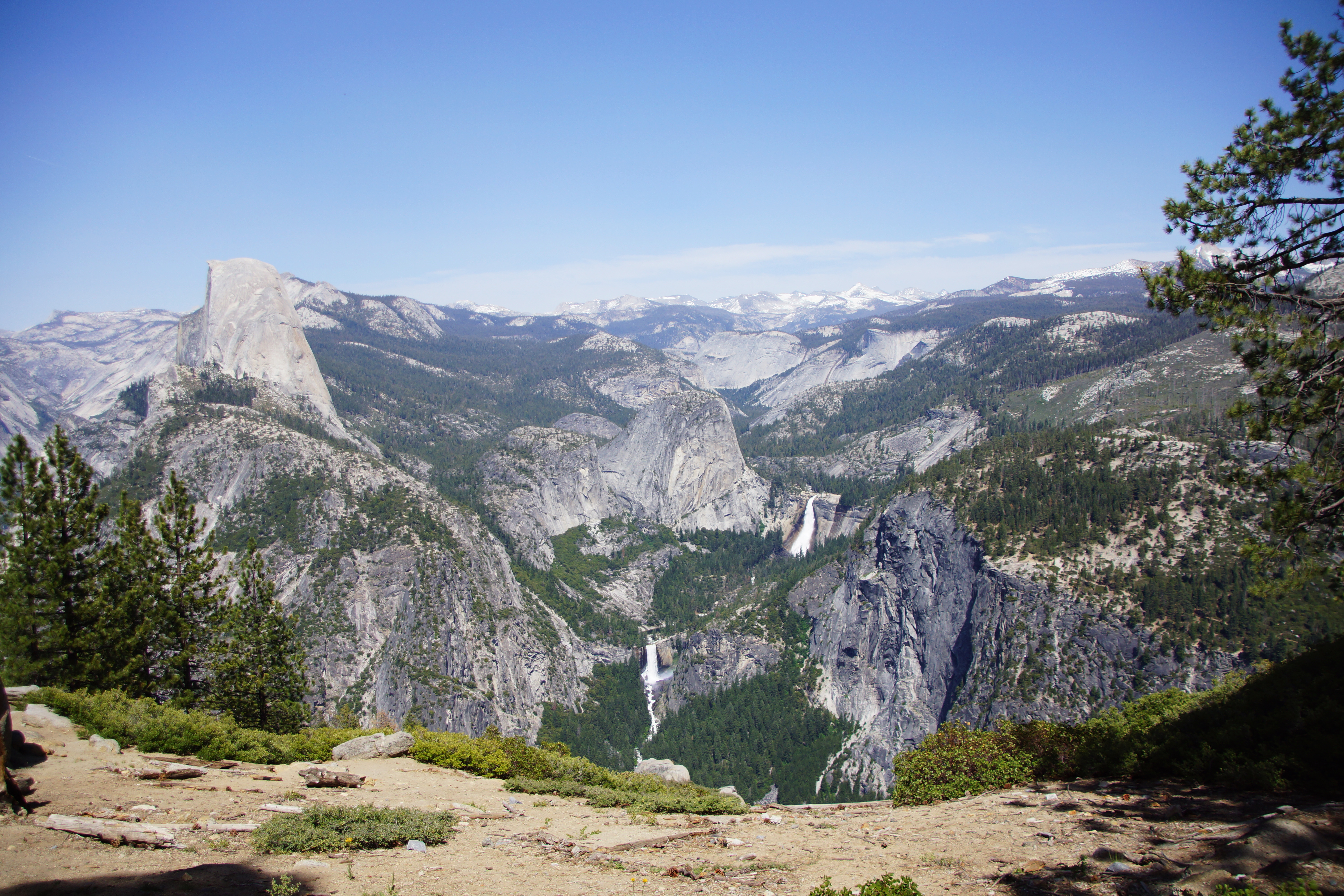
Washburn Point.
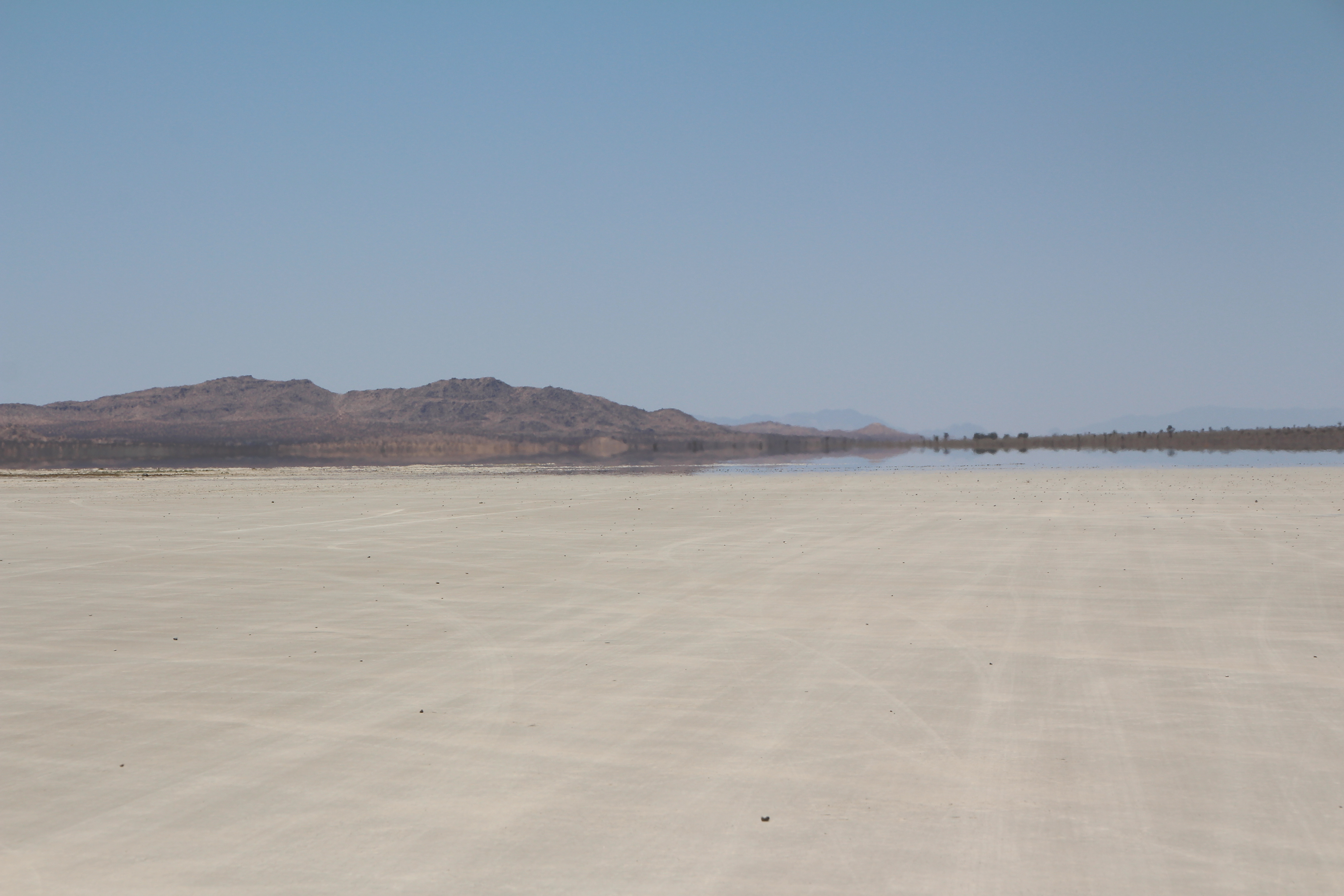
Le lac asséché El Mirage.
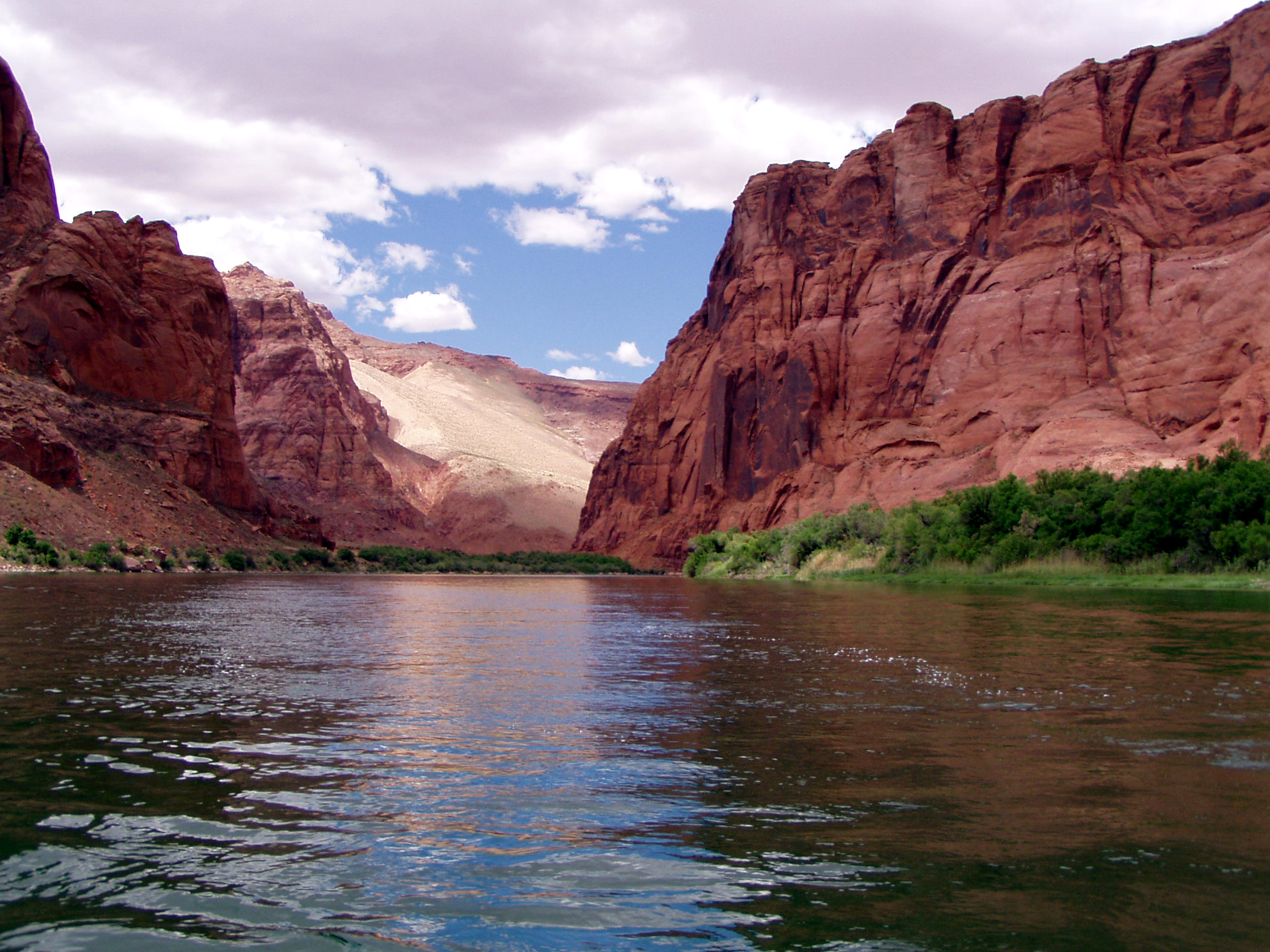
Marble Canyon.
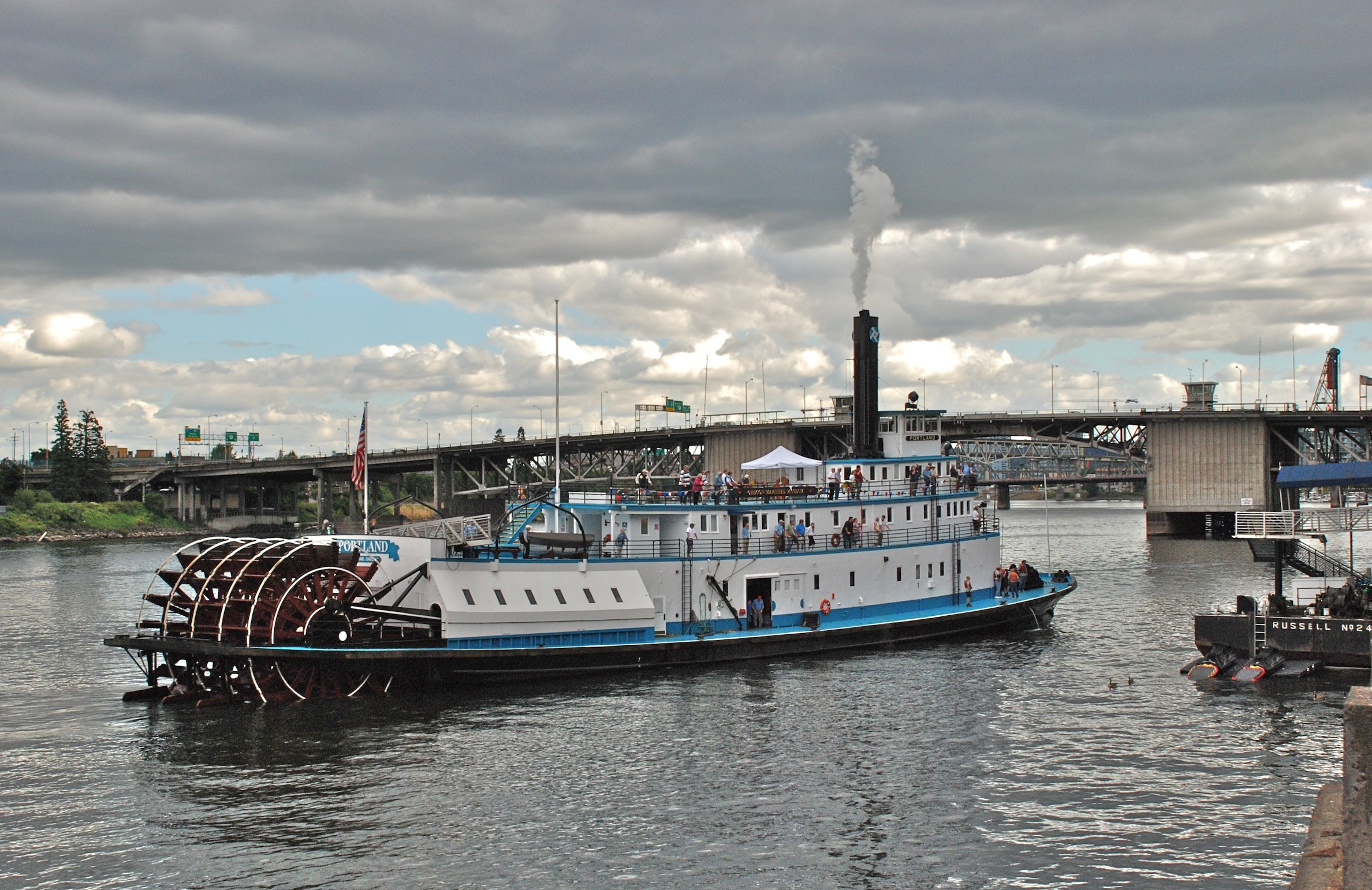
Le bateau utilisé dans le film.

## Bande originale
La musique du film est composée par Randy Newman. Par ailleurs, un album de chansons country est commercialisé par Atlantic Records. L'album connait un joli succès commercial sur le sol américain et se classe 4e au Top Country Albums.
| Liste des titres | Liste des titres              | Liste des titres                     | Liste des titres               | Liste des titres | Liste des titres | Liste des titres | Liste des titres | Liste des titres | Liste des titres |
| No               | Titre                         | Auteur                               | Interprètes                    | Durée            |                  |                  |                  |                  |                  |
| ---------------- | ----------------------------- | ------------------------------------ | ------------------------------ | ---------------- | ---------------- | ---------------- | ---------------- | ---------------- | ---------------- |
| 1.               | Renegades, Rebels and Rogues  | Larry Boone, Earl Clark, Paul Nelson | Tracy Lawrence                 | 2:36             |                  |                  |                  |                  |                  |
| 2.               | A Good Run of Bad Luck        | Clint Black, Hayden Nicholas         | Clint Black                    | 2:43             |                  |                  |                  |                  |                  |
| 3.               | Maverick                      | David Buttolph, Paul Francis Webster | Restless Heart                 | 2:40             |                  |                  |                  |                  |                  |
| 4.               | Ophelia                       | Robbie Robertson                     | Vince Gill                     | 3:38             |                  |                  |                  |                  |                  |
| 5.               | Something Already Gone        | Al Anderson, Carlene Carter          | Carlene Carter                 | 3:34             |                  |                  |                  |                  |                  |
| 6.               | Dream On Texas Ladies         | Steve Dan Mills                      | John Michael Montgomery        | 3:08             |                  |                  |                  |                  |                  |
| 7.               | Ladies Love Outlaws           | Lee Clayton                          | Confederate Railroad           | 3:39             |                  |                  |                  |                  |                  |
| 8.               | Solitary Travelers            | Hal Ketchum                          | Hal Ketchum                    | 4:26             |                  |                  |                  |                  |                  |
| 9.               | The Rainbow Down the Road     | Radney Foster, Emory Gordy Jr.       | Radney Foster & Patty Loveless | 2:57             |                  |                  |                  |                  |                  |
| 10.              | You Don't Mess Around with Me | Waylon Jennings                      | Waylon Jennings                | 4:26             |                  |                  |                  |                  |                  |
| 11.              | Ride Gambler Ride             | Randy Newman                         | Randy Newman                   | 3:52             |                  |                  |                  |                  |                  |
| 12.              | Amazing Grace                 | John Newton                          | Maverick Choir                 | 3:14             |                  |                  |                  |                  |                  |
| 40:53            |                               |                                      |                                |                  |                  |                  |                  |                  |                  |

## Accueil

### Critiques
Le film reçoit des critiques globalement positives. Sur l'agrégateur américain Rotten Tomatoes, il récolte 66 % d'opinions favorables pour 53 critiques et une note moyenne de 6⁄10. Le consensus du site est « Ce n'est pas très profond, mais c'est spirituel et charmant, et les acteurs semblent évidemment s'amuser ». Sur Metacritic, il obtient une note moyenne de 62⁄100 pour 28 critiques.

### Box-office
| Pays ou région    | Box-office        | Date d'arrêt du box-office | Nombre de semaines |
| ----------------- | ----------------- | -------------------------- | ------------------ |
| États-Unis Canada | 101 631 272 $     | -                          | -                  |
| France            | 1 425 544 entrées | -                          | -                  |
| Total mondial     | 183 031 272 $     | -                          | -                  |

## Distinctions

### Nominations
- 67e cérémonie des Oscars :
  - Oscar de la meilleure création de costumes

## Diverses allusions
James Garner, qui joue le rôle du marshal Zane Cooper, est l'acteur qui avait interprété Bret Maverick dans la série de 1957. En outre, le nom de personnage « Zane Cooper » rend hommage à la fois à l'écrivain Zane Grey et à l'acteur Gary Cooper, tous deux très liés au genre western.
Danny Glover, le comparse de Mel Gibson dans la saga L'Arme fatale, également réalisée par Richard Donner, fait ici une apparition (caméo) en braqueur de banque. À la fin du braquage, son personnage prononce la célèbre réplique : « Je suis trop vieux pour ces conneries ! », le tout accompagné du thème musical de L'Arme fatale.
La productrice et actrice Lauren Shuler Donner, épouse du réalisateur Richard Donner, incarne ici Mme D., la tenancière des bains que fréquente Zane Cooper. Par ailleurs, le bateau à vapeur Lauren Belle porte ce nom en son honneur.